# Anna Maria Tarantola
Pour les articles homonymes, voir Tarantola.
Anna Maria Tarantola (née le 3 février 1945 à Casalpusterlengo) est une fonctionnaire et dirigeante publique italienne, au sein de la Banque d'Italie, présidente de la Rai du 8 juin 2012 au 5 août 2015,.

## Biographie
Anna Maria Tarantola a obtenu en 1969 le diplôme en économie et commerce à l'Université catholique du Sacré-Cœur de Milan,  poursuivivant ses études à la London School of Economics, où il a obtenu une maîtrise. Pendant ses études à l' Université catholique du Sacré-Cœur, elle a séjourné au collège féminin « Marianum  », une institution historique de l'université milanaise.
En 1971 elle est entrée à la Banque d'Italie, au bureau de surveillance de la succursale de Milan. En 1996, elle est devenue directrice de l'agence de Varèse et en 1998, elle est retournée à Milan pour diriger le département de surveillance intermédiaire - Change. Elle a ensuite travaillé comme manager à Brescia et à Bologne. 
En 2006, elle est devenue officier général de la Banque d'Italie, poste qu'elle a occupé jusqu'en 2009, date à laquelle elle est devenue directrice générale adjointe. 
Jusqu'en 2002, elle était professeur adjoint l'Université catholique du Sacré-Cœur, enseignant l'économie monétaire, la banque et le contrôle public du système de crédit. 
En juin 2014, elle a fait l'objet d'une enquête de la Guardia di Finanza pour usure, avec les dirigeants de  Mps, Unicredit, BNL et BpBari, en sa qualité d'ancienne responsable de la supervision de Bankitalia. Dans ce cadre, le ministre de l'économie du gouvernement Letta, Fabrizio Saccomanni, ancien directeur général de la Banque d'Italie, fait également l'objet d'une enquête.
Le 8 juin 2012, elle est nommée par le gouvernement Monti présidente de la Rai. Sa nomination est d'abord ratifiée le 10 juillet par la majorité du conseil d'administration de la RAI , puis finalement approuvée le 12 juillet par la commission de vigilance de la RAI (it), après un vif débat sur le changement de pouvoirs au sein de l'entreprise voulu par Monti et non prévu par la loi dite Gasparri de 2004. Elle est restée en fonction jusqu'au 5 août 2015, date à laquelle Monica Maggioni (it) lui a succédé.
De 2014 à 2016, Tarantola a été vice-présidente de l'Union européenne de radio-télévision (UER). Depuis 2017, elle est consultante auprès de la société d'investissement Gruppo Mittel à Milan. Anna Maria Tarantola est engagée à la Fondation pontificale Centesimus Annus Pro Pontifice (CAPP) avec son siège au Secrétariat d'Etat du Vatican ; Elle est présidente de cette institution papale depuis 2019. De plus, elle est engagée auprès de la Fondazione Bambin Gesù , de la fondation Cini et de la PosteInsieme Onlus . Elle est présidente de la section italienne de la Légion d'honneur (Société des membres de la Légion d'honneur).
Tarantola est mariée à Carlo Ronchi, un comptable basé à Milan. Le couple a deux filles : Paola Emilia et Cristina. Au cours de sa carrière professionnelle, Anna Maria Tarantola a souvent fait des déclarations en faveur des femmes, affirmant « qu'il est impensable que les femmes doivent choisir entre travail et vie de famille », et a souvent dénoncé les préjugés qui existent encore sur le marché du travail.

## Honneurs et récompenses
- Ordre du Mérite de la République italienne : (Officier ; 1994)
- Ordre du Mérite de la République italienne (Commandant ; 2005)
- Ordre du Mérite de la République italienne (Grand Officier ; 2009)
- Membre de la Légion d'honneur (2013)